# Tovarné
Tovarné – wieś (obec) na Słowacji położona w kraju preszowskim, w powiecie Vranov nad Topľou. Pierwsze wzmianki o miejscowości pochodzą z 1479 roku.
Według danych z dnia 31 grudnia 2012 roku, wieś zamieszkiwało 1016 osób, w tym 499 kobiet i 517 mężczyzn.
W 2001 roku rozkład populacji względem narodowości i przynależności etnicznej wyglądał następująco:
- Słowacy – 97,03%
- Czesi – 0,19%
- Romowie – 0,65%
- Rusini – 0,46%
- Ukraińcy – 0,93%
- Węgrzy – 0,19%

Ze względu na wyznawaną religię struktura mieszkańców kształtowała się w 2001 roku następująco:
- Katolicy rzymscy – 74,72%
- Grekokatolicy – 16,54%
- Ewangelicy – 2,32%
- Prawosławni – 1,39%
- Ateiści – 1,12%
- Nie podano – 3,62%